# 土地家屋調査士法
土地家屋調査士法（とちかおくちょうさしほう、英語: Land and Building Investigator Act、昭和25年7月31日法律第228号）は、土地家屋調査士の制度に関する法律である。

## 概要
土地家屋調査士の使命、職務、土地家屋調査士試験・土地家屋調査士法人・土地家屋調査士会・日本土地家屋調査士会連合会・公共嘱託登記土地家屋調査士協会の制度などを定めるほか、無資格者の不動産登記事務の取り扱い禁止、不動産登記事務を取り扱う表示の禁止、土地家屋調査士事務所の名称使用禁止などを定めている。

## 構成
- 第1章　総則（第1条 - 第5条）
- 第2章　土地家屋調査士試験（第6条・第7条）
- 第3章　登録（第8条 - 第19条）
- 第4章　土地家屋調査士の義務（第22条 - 第25条）
- 第5章　土地家屋調査士法人（第26条 - 第41条）
- 第6章　懲戒（第42条 - 第46条）
- 第7章　土地家屋調査士会（第47条 - 第56条）
- 第8章　日本土地家屋調査士会連合会（第57条 - 第62条）
- 第9章　公共嘱託登記土地家屋調査士協会（第63条 - 第66条）
- 第10章　雑則（第66条の2 - 第68条）
- 第11章　罰則（第69条 - 第78条）
- 附則

### 土地家屋調査士の使命
土地家屋調査士の使命は、不動産の表示に関する登記及び土地の筆界を明らかにする業務の専門家として、不動産に関する権利の明確化に寄与し、もつて国民生活の安定と向上に資することである（1条）。

### 土地家屋調査士の義務
品位保持義務、業務精通義務（2条）、守秘義務（24条の2）、会則遵守義務（24条）などが規定されている。